# Rantau Panjang Kiri
Rantau Panjang Kiri is een bestuurslaag in het regentschap Rokan Hilir van de provincie Riau, Indonesië. Rantau Panjang Kiri telt 3455 inwoners (volkstelling 2010).